# Bael (dimoni)

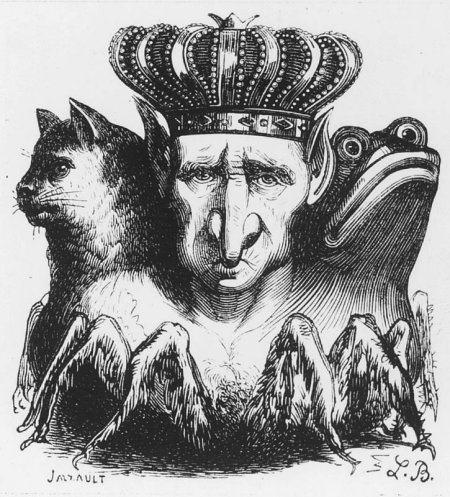
Il·lustració del dimoni Bael en el Diccionari infernal de Collin de Plancy, en la versió de 1863.

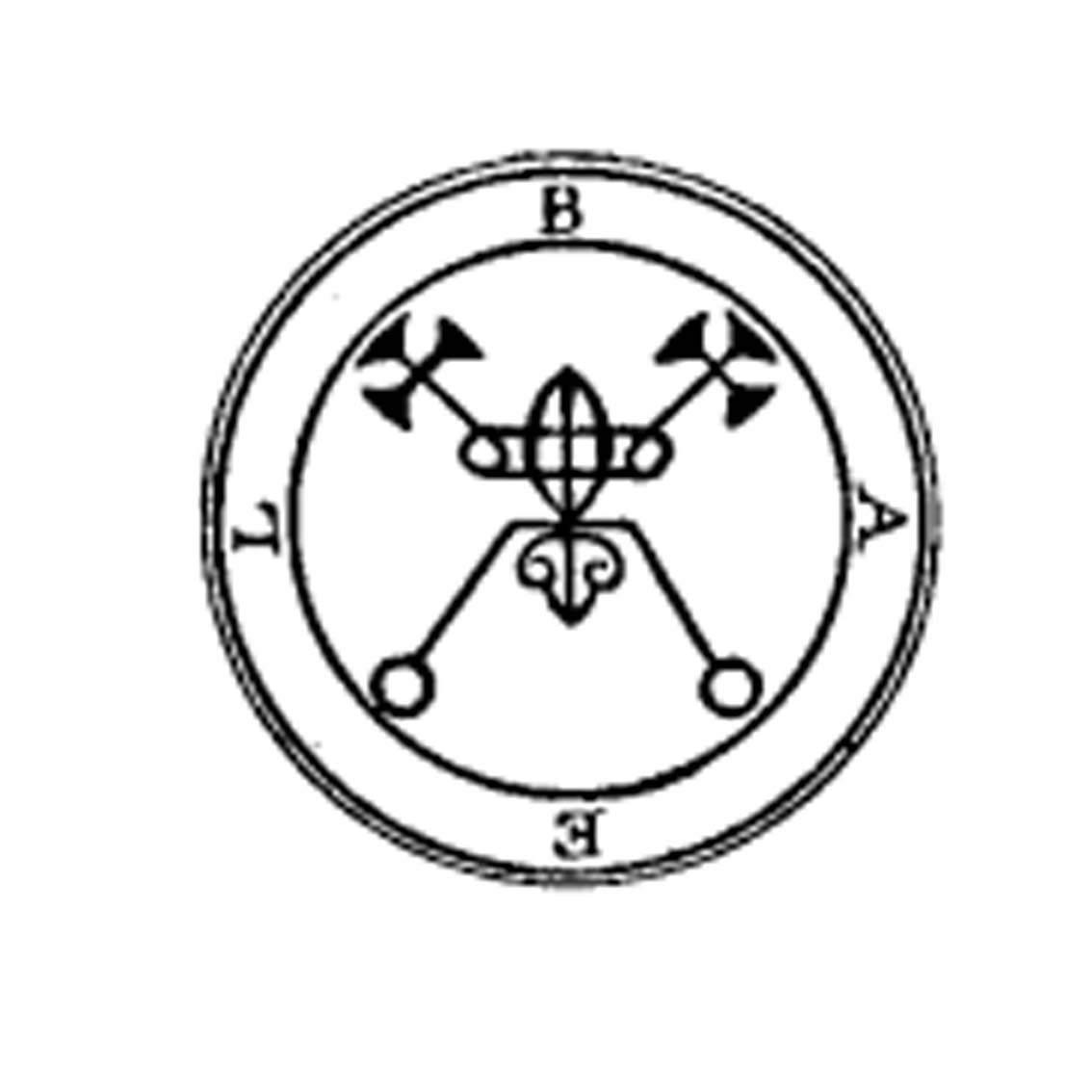
Segell del dimoni Bael.

En el camp de la mitologia i la demonología, Bael, també escrit Baël, Baell o Buel, és el primer rei de l'infern, una de les potències infernals que se citen en llibres de màgia o grimoris com l'Ars Goetia o el Pseudomonarchia daemonum. Representa al poder de l'Orient. Alguns ho consideren com una reminiscència de l'antic Baal.
Bael va ser considerat com l'assistent personal de Satanàs. Segons els mites, mana sobre seixanta-sis legions de dimonis, encara que segons altres versions, té poder sobre setanta-dues legions, que agrupen 456.000 dimonis. D'acord amb el girmori anomenat Llibre de Sant Ciprià, Bael està sota la dependència de Lucífugo Rofocale. Es creu que el poder de Bael s'incrementa el mes d'octubre, i especialment durant la festivitat de Samhain.
Se'l representa amb tres caps: de gripau, d'home coronat i de gat. Parla amb veu ronca i el seu tors acaba en potes d'aranya. Als que l'invocaven els concedia l'artifici i el mitjà si es fes invisibles i astuts.
Destaca per ser una criatura de gran saviesa, el seu caràcter és de summa franquesa i poca subtilesa. No menteix i és de personalitat molt sòbria, tant que pot arribar a agradar per la seva amigable perspicàcia.
Apareix en el conte de terror grotesc "El natzarè del gat blanc" de l'escriptor costa-riqueny Ariel F. Cambronero Zumbado, publicat en el volum "Els gats" de l'Editorial Aeternum i en la Telenovel·la Mexicana de Televisa; el "Malefici" on posseeix al protagonista.